# Gordonia oblongifolia
Gordonia oblongifolia là một loài thực vật có hoa trong họ Theaceae. Loài này được (Miq.) Steenis mô tả khoa học đầu tiên năm 1964.